# Załoga (prawo)
Załoga,  obstagium, niem. einlager  – w dawnym prawie polskim (XIV-XVI wiek) sposób umacniania praw zobowiązaniowych polegający na tym, że dłużnik lub poręczyciel zgadzał się, iż w przypadku niespełnienia w terminie świadczenia  uda się z własnej inicjatywy lub na żądanie wierzyciela do gospody i pozostanie w niej (zalegnie) na koszt własny wraz z orszakiem aż świadczenie zostanie wykonane. 
Instytucja załogi (einlager) była znana w Niemczech, gdzie wytworzyła się po ukształtowaniu rycerstwa w XI wieku. Prawdopodobnie przez podległe wpływom wschodnich państw niemieckich Pomorze Zachodnie, gdzie znana była już w II połowie XIII wieku, dotarła w początkach XIV wieku do Polski. Dotyczyła wyłącznie stanu rycerskiego (szlacheckiego).
Umowa lub zwyczaje przewidywały  liczbę służby i koni, z którymi miał „leżeć” w gospodzie dłużnik, a wielkość orszaku zależała od rangi dłużnika i wysokości zobowiązania.  Ponoszone koszty ucztowania i  ograniczenie swobody miały zmusić dłużnika do wykonania zobowiązania. Była to jednocześnie łagodna forma ograniczenia wolności:

Jako Jan Dziurka wjechał w załogę wierną w Szamotulech, gdzie mu Bogusz ukazał.
Incydentalną formą załogi były wypadki, gdy w gospodzie „leżał” wierzyciel na koszt dłużnika. Ta forma pozbawiona była elementu ograniczenia wolności. Dłużnika motywowały koszty ponoszone na ucztowanie wierzyciela i jego orszaku.  Tego typu załogi zakazują poręczycielowi wobec dłużnika Statuty Kazimierza Wielkiego:

158. O rękojmi i zastawie.

Zastawy często lub przywodzą ku szkodzie i ku ubóstwu, przeto gdyby kto poręczył za przyjaciela swego, a ten na czas umówiony nie zapłaci, ale rękojmię musiał płacić, tedy rękojmię zapłaciwszy, nie ma żadnej szkody czynić temu, za kogo ręczył ani wjechać w gospodę, by ucztować na jego potępienie i szkodę. Ale jeśli mały dług, ma być dany zakład aż do wykupienia, a jeśli wielki dług, tedy dobra dłużnika dane rękojmi na tak długo, dokąd długu nie wykupi.
Załoga, podobnie jak łajanie, zanikła w II połowie XVI wieku jako relikt odpowiedzialności osobą dłużnika za zobowiązania.